# Архангельское (Задонский район)
Арха́нгельское (Таволжа́нец) — село Калабинского сельского поселения Задонского района Липецкой области.

## География
Село Архангельское находится в крайней южной части Задонского района, в 34 км к востоку от Задонска и в 11 км на юг от села Калабино. Располагается на высоких берегах реки Товолжан.

## История
Архангельское впервые отмечается на картах в 1797 году. В документах начала XIX века упоминается как «Таволжанец». Своё первое название село получило по ручью Таволжану, на берегах которого располагается, а современное — по построенной здесь в 1805 году церкви во имя Архангела Михаила.
В «Списке населённых мест» Воронежской губернии 1859 года упоминается как «частновладельческое село Архангельское (Таволжанец) при ручье Таволжанце», имеется 42 двора, в которых проживают 586 жителей, церковь православная и конский завод.
В 1880 году в селе Архангельское значится 70 дворов и 533 жителя.
В 1926 году упоминаются два села — 1-е и 2-е Архангельское, в первом — 68 дворов и 371 житель, во втором — 77 дворов и 394 жителя.
В годы Великой Отечественной войны в соседней деревне Трактор располагался военный госпиталь, умерших от ран воинов хоронили в ближайшей деревне Семёновка.
До 1920-х годов село относилось к Калабинской волости Землянского уезда Воронежской губернии. С 1928 года Архангельское в составе Задонского района Елецкого округа Центрально-Чернозёмной области. После разделения ЦЧО в 1934 году село в составе Задонского района Воронежской, с 1937 года Орловской, а с 1954 года вновь образованной Липецкой области.

## Население
| 1859 | 1880 | 1897 | 2010 |
| ---- | ---- | ---- | ---- |
| 586  | ↘533 | ↗553 | ↘35  |

## Достопримечательности
- Церковь во имя Архангела Михаила, 1805 года.

В 1880-х годах описывается так: «Церковь Архангела Михаила в селе Таволжанце, Землянского уезда, каменная с колокольнею, построена в 1805 году. Каменная ограда устроена на средства Анны Михайловны Бехтеевой. Церковь эта считается приписною к Покровской церкви села Верхний Ломовец, но есть и особый причт. Земли усадебной 3 десятины, пахотной 33 десятины. Прихожан 815 душ. В приходе кроме села деревни: Льняной Верх, хутора Грибоедов, Клиновой».
- Мемориальное кладбище погибших от ран воинов в соседней деревне Семёновка.

## Транспорт
Архангельское связано асфальтированной дорогой в центром поселения селом Калабино. Грунтовыми дорогами связано с деревнями Бунино, Коровкино, Трактор, селами Верхний Ломовец, Нижний Ломовец, Вислая Поляна.

## Известные жители
- Вислянский, Александр Яковлевич. Иерей Русской православной церкви, прославлен в лике новомучеников и исповедников Церкви Русской. Родился в селе Архангельском в семье псаломщика местной церкви Якова Вислянского.